# Astrid Hedin
Astrid Hedin (2007) è una sciatrice alpina svedese.

## Biografia
Specialista delle prove tecniche attiva dal novembre del 2023, Astrid Hedin ha esordito in Coppa Europa il 21 febbraio 2024 a Malbun in slalom speciale, senza completare la prova, e ai Mondiali juniores di Tarvisio 2025 ha vinto la medaglia d'argento nella gara a squadre; non ha ha debuttato in Coppa del Mondo e non ha preso parte a rassegne olimpiche o iridate.

## Palmarès

### Mondiali juniores
- 1 medaglia:
  - 1 argento (gara a squadre a Tarvisio 2025)

### Coppa Europa
- Miglior piazzamento in classifica generale: 114ª nel 2025

### Campionati svedesi
- 1 medaglia:
  - 1 argento (discesa libera nel 2025)